# Bảo vệ Tên miền Việt Nam
Bảo vệ Tên miền Việt Nam là một chương trình do Tập đoàn Kinh tế Internet Micronet và công ty FIBO thực hiện được tổ chức thường kỳ nhằm phổ biến tuyên truyền và Bảo vệ Thương hiệu Quốc gia trên môi trường mạng Internet toàn cầu.

## Tên miền
Tên miền còn được xem là Thương hiệu cho website. Tên miền là một dạng tài nguyên số quan trọng bậc nhất trên mạng Internet. Việc nhận thức đúng tầm quan trọng của tên miền sẽ cho phép khai thác tận gốc những giá trị cốt lõi mà tên miền đem lại trong việc phát triển thương hiệu trực tuyến. Trước bối cảnh hội nhập kinh tế đang diễn ra sâu rộng như hiện nay, đặc biệt là trong môi trường số hóa, để hòa nhập mà không bị hòa tan, việc phát triển thương hiệu là điều kiện trước hết của các doanh nghiệp Việt Nam. Để đạt điều đó, mỗi một tổ chức, doanh nghiệp phải giữ được tên miền của mình để gia tăng uy tín của thương hiệu.

## Mục tiêu
Chương trình Bảo vệ tên miền Việt Nam giúp cung cấp đầy đủ thông tin và đồng thời mang lại các giải pháp để củng cố và gia tăng lợi thế cho các doanh nghiệp Việt Nam việc gia nhập nền kinh tế Internet toàn cầu. Trên nền tảng các nghiên cứu phân tích và đánh giá khoa học, chương trình muốn nâng cao hiểu biết của doanh nghiệp về vai trò của tên miền và sự kinh doanh trên mạng Internet. Hơn nữa, chương trình mang lại sự quan tâm đến tên miền của cộng đồng cùng chung tay phát triển thương hiệu trực tuyến để bảo vệ những tên miền quốc gia quan trọng.

## Nội dung
Chương trình tiến hành xây dựng và thực thi quy trình cảnh báo tên miền nhằm mục đíc tuyên truyền, phổ biến thông tin về Thương hiệu, Tên miền và Thương mại điện tử đến với tất cả doanh nghiệp tại Việt Nam. Trong đó bao gồm ba nội dung chính.
Nội dung 1. Xây dựng và thực thi Quy trình Bảo vệ tên miền
- Khảo sát thực trạng phát triển thương hiệu Việt.
- Lập và tham vấn các đối tác về danh sách các thương hiệu cần được cảnh báo và bảo vệ.
- Tiến hành đàm phán với các nhà tài trợ, nhà đầu tư về việc đăng ký bảo vệ tên miền.
- Duy trì và quản lý các tên miền.
- Ký thoả thuận và hợp đồng Bảo vệ Tên miền với các doanh nghiệp trong nước có nhu cầu.
Nội dung 2. Tổ chức các sự kiện chuyển giao tên miền, các buổi gặp gỡ và chia sẻ kiến thức về tên miền.
Nội dung 3. Phát triển Quỹ Bảo vệ Tên miền Việt Nam dành để đăng ký và bảo vệ tên miền quan trọng của Việt Nam và các tổ chức, doanh nghiệp trong nước.

## Hoạt động và thành tích
Theo thông tin cúa chính chương trình, cho đến nay chương trình đã chuyển giao 16 tên miền đã bảo vệ cho 5 đơn vị, gồm: Tạp chí Văn nghệ Quân đội, Tập đoàn Bitexco, Tổ chức WWF, Hiệp hội Ngân hàng Việt Nam (VNBA), Hội Nhà văn Hà Nội  cũng như đã đưa vào danh sách bảo vệ gần 100 tên miền của các bộ, tổ chức, doanh nghiệp, cá nhân .

## Các dư luận
Ngày 22/7/2011, buổi Gặp mặt Giới thiệu Chương trình Bảo vệ Tên miền Việt Nam đã diễn ra tại Văn phòng Tập đoàn Micronet, số 02 Villa E, The Manor, Mỹ Đình, Từ Liêm, Hà Nội. Ông Lại Hợp Nhận, đại diện cho Báo Diễn đàn Doanh nghiệp và là Phó Tổng Biên tập báo cho biết: "Chúng tôi sẽ luôn đồng hành, hỗ trợ Micronet để Chương trình Bảo vệ Tên miền Việt Nam thực hiện được sứ mệnh bảo vệ Thương hiệu Quốc gia trên mạng Internet. Chúng tôi đánh giá cao những gì Micronet đã và đang làm cho các cá nhân, tổ chức, doanh nghiệp Việt." khi trả lời phỏng Đài Truyền hình Hà Nội và Đài Truyền hình Việt Nam VTV1. Cũng trong buổi lễ, một số tên miền được chuyển giao là thefinancialtower.vn, thefinancialtower.com.vn, thefinancialtower.com, thefinancialtower.net, themanorcity.com, themanorcity.net cho tập đoàn Bitexco.